# Double (Sängerin)
Double (Eigenschreibweise: DOUBLE) (* 14. März 1975 in Niigata, Präfektur Niigata, Japan) ist der Künstlername der japanischen R&B-Sängerin Takako Hirasawa (jap. 平澤 貴子, Hirasawa Takako). Ursprünglich war Double eine Musikgruppe mit ihrer Schwester Sachiko Hirasawa (平澤 幸子, Hirasawa Sachiko) zusammen, nachdem sie allerdings im Mai 1999 verstorben war, übernahm Takako den Bandnamen als ihren Künstlernamen. Außerdem wird Double der Titel Queen of R&B verliehen, da sie als erste Gruppe beziehungsweise Person galt, die amerikanischen R&B nach Japan brachte.

## Leben
Nachdem Sachiko, die ältere Schwester, von einer Amerika-Reise zurückkam, stellte sie ihrer jüngeren Schwester Takako die Musik von Mary J. Blige vor. Dies führte zur Inspiration des Musikvideos Real Love aus dem Jahre 1992. Seitdem entschieden sich beide in die Musikindustrie als R&B-Künstlerinnen einzusteigen.
Takako selbst sagt, dass, wenn sie ihr Leben als Sängerin nicht hätte, sie wahrscheinlich in der Make-up-Industrie als Model oder Friseurin arbeiten würde.

## Karriere
Am 4. Februar 1998 hatte Double, als Band, ihr Debüt. Sie veröffentlichten ihre Debüt-Single For Me, die auf Platz 89 der Oricon-Charts in Japan einstieg. Nach weiteren Veröffentlichungen, gelang es allerdings erst 1999 mit der Single Shake erstmals auf Platz 21 in die Charts einzusteigen. Ihren Plattenvertrag unterschrieben sie bei der japanischen Plattenfirma For Life Music.
Bevor sie jedoch ihr Debütalbum Crystal am 2. Juni 1999 veröffentlichten, verstarb Sachiko, am 21. Mai 1999, an einem Hirntumor. Daraufhin debütierte das Album auf Platz 2 der Charts und war einer der ersten Erfolge moderner R&B-Musik in Japan. Dies beeinflusste später debütierende Künstler wie Ai, Crystal Kay und nach einem Image-Wechsel auch die erfolgreiche japanische Künstlerin Namie Amuro.
Selbstverständlich gab sie nach dem Tod ihrer Schwester keine Werbeverträge oder Auftritte für das Album. Erst im Juni 2000 kam sie zurück in die Musikindustrie, den Bandnamen machte sie sich zum Künstlernamen und veröffentlichte ihre erste Solo-Single U, die von Brian Alexander Morgan produziert wurde (er produzierte unter anderem auch für Usher und Mariah Carey). Ihr erstes Solo-Album folgte am 29. Oktober 2000, das sie auch in einer englischen Version am 25. April 2001, in Japan, veröffentlichte.
Im Verlauf ihrer Karriere veröffentlichte sie weitere Studioalben und ist auch unter dem Namen DJ Lilly a.k.a. Double, als DJ in Japan bekannt.

## Diskografie

### Alben
| Jahr | Titel                                    | Höchstplatzierung, Gesamtwochen, AuszeichnungChartsChartplatzierungen (Jahr, Titel, Platzierungen, Wochen, Auszeichnungen, Anmerkungen) | Anmerkungen                                                                          |
| Jahr | Titel                                    | JP | Anmerkungen                                                                          |
| ---- | ---------------------------------------- | --- | ------------------------------------------------------------------------------------ |
| 1999 | Crystal                                  | JP— PlatinJP | Erstveröffentlichung: 2. Juni 1999; mit Sachiko Verkäufe JP: + 636.440               |
| 1999 | Crystal Planet                           | — | Erstveröffentlichung: 1. Dezember 1999 mit Sachiko Verkäufe JP: + 142.000            |
| 2000 | Double                                   | JP— GoldJP | Erstveröffentlichung: 29. November 2000 Verkäufe JP: + 136.760                       |
| 2001 | Double Eng Ver.                          | — | Erstveröffentlichung: 25. April 2001 Verkäufe JP: + 22.660                           |
| 2002 | Gee (GTS) Presents Double Greatest Remix | — | Erstveröffentlichung: 24. April 2002 Verkäufe JP: + 17.750                           |
| 2002 | Vision                                   | JP— PlatinJP | Erstveröffentlichung: 9. Oktober 2002 Verkäufe JP: + 229.713                         |
| 2002 | Re:Vision                                | — | Erstveröffentlichung: 20. November 2002 Verkäufe JP: + 28.902                        |
| 2003 | Wonderful                                | JP— GoldJP | Erstveröffentlichung: 19. November 2003 Verkäufe JP: + 165.685                       |
| 2004 | Too Wonderful                            | — | Erstveröffentlichung: 28. Januar 2004 Verkäufe JP: + 27.001                          |
| 2004 | Life Is Beautiful                        | — | Erstveröffentlichung: 24. November 2004 Verkäufe JP: + 60.021                        |
| 2007 | Virgin Mix                               | — | Erstveröffentlichung: 7. April 2007 als DJ Lilly a.k.a. Double Verkäufe JP: + 41.562 |
| 2007 | Reflex                                   | JP7 (10 Wo.)JP | Erstveröffentlichung: 8. August 2007 Verkäufe JP: + 45.382                           |
| 2007 | Reflex Remix                             | JP93 (4 Wo.)JP | Erstveröffentlichung: 12. September 2007 Verkäufe JP: + 3.880                        |
| 2008 | 10 Years Best We R&B                     | JP2 Gold · (21 Wo.)JP | Erstveröffentlichung: 6. Februar 2008 Verkäufe JP: + 105.537                         |
| 2008 | The Best Collaborations                  | JP2 Gold · (14 Wo.)JP | Erstveröffentlichung: 28. Mai 2008 Verkäufe JP: + 153.086                            |
| 2009 | Second Virgin Mix                        | — | Erstveröffentlichung: 22. Juli 2009 als DJ Lilly a.k.a. Double Verkäufe JP: + 18.469 |
| 2010 | Ballad Collection Mellow                 | JP14 (9 Wo.)JP | Erstveröffentlichung: 14. April 2010 Verkäufe JP: + 17.941                           |
| 2011 | Woman                                    | JP26 (5 Wo.)JP | Erstveröffentlichung: 5. Oktober 2011 Verkäufe JP: + 8.000                           |
| 2014 | Single Best                              | JP224 (1 Wo.)JP | Erstveröffentlichung: 28. Mai 2014                                                   |
| 2018 | Upload                                   | — | Erstveröffentlichung: 1. August 2018 mit Silva und Sugarsoul                         |
| 2018 | Latest Single Best                       | JP175 (1 Wo.)JP | Erstveröffentlichung: 1. August 2018                                                 |

### Singles
| Jahr | Titel Album                                                                                             | Höchstplatzierung, Gesamtwochen, AuszeichnungChartsChartplatzierungen (Jahr, Titel, Album, Platzierungen, Wochen, Auszeichnungen, Anmerkungen) | Anmerkungen                                                                     |
| Jahr | Titel Album                                                                                             | JP | Anmerkungen                                                                     |
| ---- | --- | --- | ------------------------------------------------------------------------------- |
| 1998 | For Me Crystal                                                                                          | — | Erstveröffentlichung: 4. Februar 1998; mit Sachiko Verkäufe JP: + 2.990         |
| 1998 | Desire Crystal                                                                                          | — | Erstveröffentlichung: 21. Mai 1998 mit Sachiko                                  |
| 1998 | Bed Crystal                                                                                             | — | Erstveröffentlichung: 21. Oktober 1998; mit Sachiko Verkäufe JP: + 4.420        |
| 1999 | Shake Crystal                                                                                           | — | Erstveröffentlichung: 20. März 1999; mit Sachiko Verkäufe JP: + 101.300         |
| 2000 | Handle Double                                                                                           | — | Erstveröffentlichung: 19. Juli 2000; mit F.O.H. Verkäufe JP: + 73.760           |
| 2000 | U Double                                                                                                | — | Erstveröffentlichung: 19. Juli 2000 Verkäufe JP: + 66.290                       |
| 2000 | Angel Double                                                                                            | — | Erstveröffentlichung: 22. November 2000 Verkäufe JP: + 14.670                   |
| 2002 | Driving All Night / You Got to Vision                                                                   | JP— GoldJP | Erstveröffentlichung: 5. Juni 2002 Verkäufe JP: + 85.650                        |
| 2002 | Who’s That Girl Vision                                                                                  | — | Erstveröffentlichung: 4. September 2002 Verkäufe JP: + 46.100                   |
| 2003 | Rollin’ On Wonderful                                                                                    | — | Erstveröffentlichung: 30. Juli 2003 Verkäufe JP: + 49.080                       |
| 2003 | Destiny Wonderful                                                                                       | — | Erstveröffentlichung: 8. Oktober 2003 Verkäufe JP: + 36.924                     |
| 2005 | Rock the Party Reflex                                                                                   | JP15 (9 Wo.)JP | Erstveröffentlichung: 30. November 2005 Verkäufe JP: + 27.324                   |
| 2006 | Call Me Reflex                                                                                          | JP25 (7 Wo.)JP | Erstveröffentlichung: 1. März 2006 Verkäufe JP: + 12.760                        |
| 2007 | Spring Love Reflex                                                                                      | JP20 (5 Wo.)JP | Erstveröffentlichung: 11. April 2007 Verkäufe JP: + 9.802                       |
| 2007 | Summertime Reflex                                                                                       | JP27 (4 Wo.)JP | Erstveröffentlichung: 4. Juli 2007; mit Verbal Verkäufe JP: + 6.563             |
| 2007 | Nokoribi: Eternal Bed (残り火 -eternal BED-) Ballad Collection Mellow                                   | JP60 (3 Wo.)JP | Erstveröffentlichung: 5. Dezember 2007 Verkäufe JP: + 3.773                     |
| 2009 | Let It Go Ballad Collection Mellow                                                                      | JP46 (2 Wo.)JP | Erstveröffentlichung: 22. Juli 2009 Verkäufe JP: + 2.208                        |
| 2009 | Oyasumi no Kiss wo: Good Night My Love (おやすみのキスを ~Good Night My Love~) Ballad Collection Mellow | — | Erstveröffentlichung: 11. November 2009 mit Shota Shimizu Verkäufe JP: + 13.015 |

Weitere Singles
- 2008: Black Diamond (JP: Gold (Mobile Downloads), JP: ×2Doppelplatin (Klingelton) )

### Videoalben
| Jahr | Titel                                               | Höchstplatzierung, Gesamtwochen, AuszeichnungChartsChartplatzierungen (Jahr, Titel, Platzierungen, Wochen, Auszeichnungen, Anmerkungen) | Anmerkungen                                                   |
| Jahr | Titel                                               | JP | Anmerkungen                                                   |
| ---- | --------------------------------------------------- | --- | ------------------------------------------------------------- |
| 2001 | Double                                              | — | Erstveröffentlichung: 25. April 2001                          |
| 2003 | The Best Vision of Double                           | — | Erstveröffentlichung: 9. April 2003 Verkäufe JP: + 15.103     |
| 2008 | Double Best Live – We R&B Tour Final @ Studio Coast | JP12 (8 Wo.)JP | Erstveröffentlichung: 26. November 2008 Verkäufe JP: + 17.470 |

## Auszeichnungen für Musikverkäufe
Anmerkung: Auszeichnungen in Ländern aus den Charttabellen bzw. Chartboxen sind in ebendiesen zu finden.
| Land/RegionAuszeichnungen für Musikverkäufe (Land/Region, Auszeichnungen, Verkäufe, Quellen) | Gold     | Platin     | Verkäufe  | Quellen |
| -------------------------------------------------------------------------------------------- | -------- | ---------- | --------- | ------- |
| Japan (RIAJ)                                                                                 | 6× Gold6 | 4× Platin4 | 1.700.000 | JP JP2  |
| Insgesamt                                                                                    | 6× Gold6 | 4× Platin4 |           |         |